# Manciles
Manciles es una localidad y un municipio situados en la provincia de Burgos, Castilla la Vieja , en la comunidad autónoma de Castilla y León (España) , comarca de Odra-Pisuerga, partido judicial de Burgos, cabecera del ayuntamiento de su nombre.

## Geografía

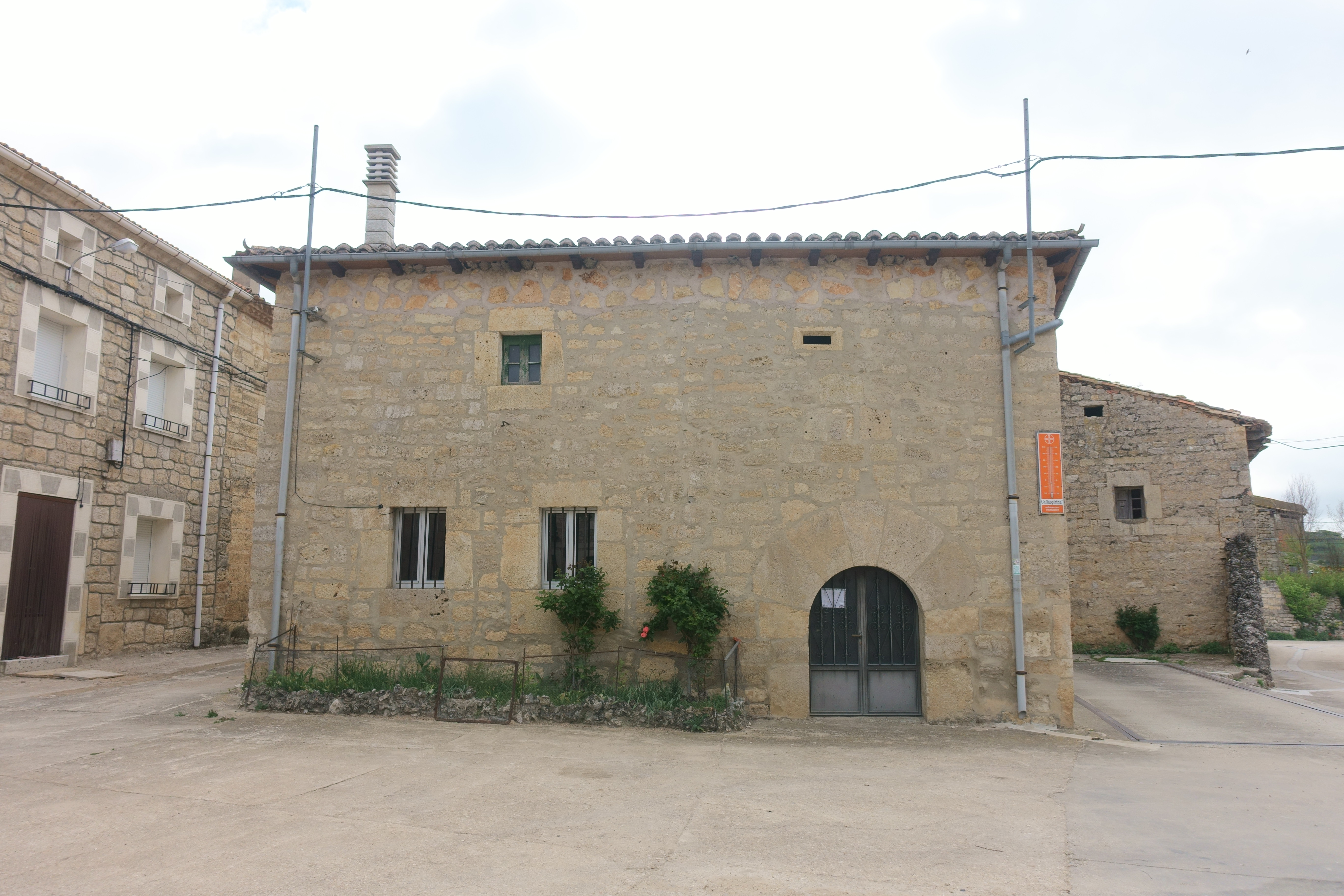
Casa consistorial.

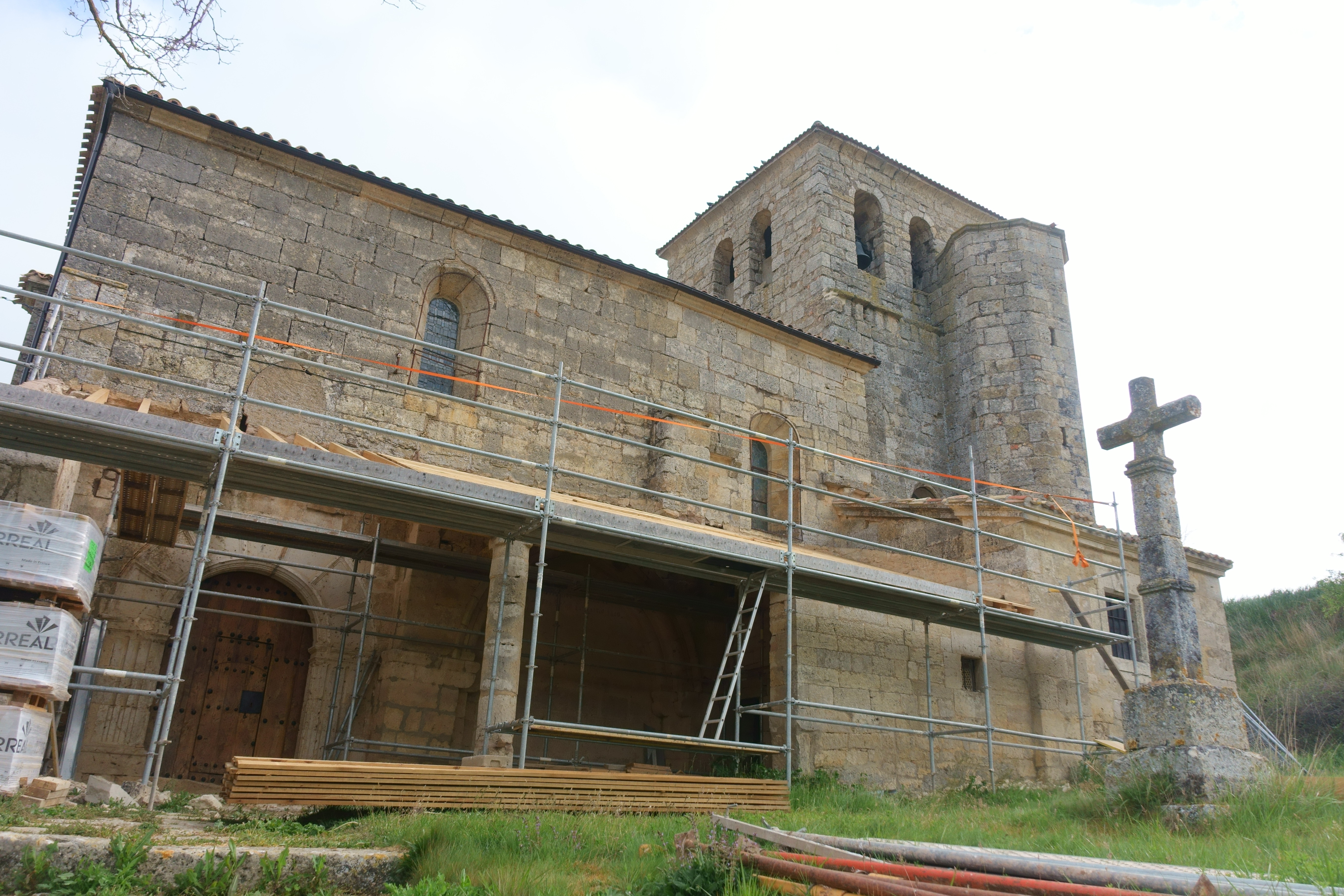
Iglesia de San Andrés Apóstol.

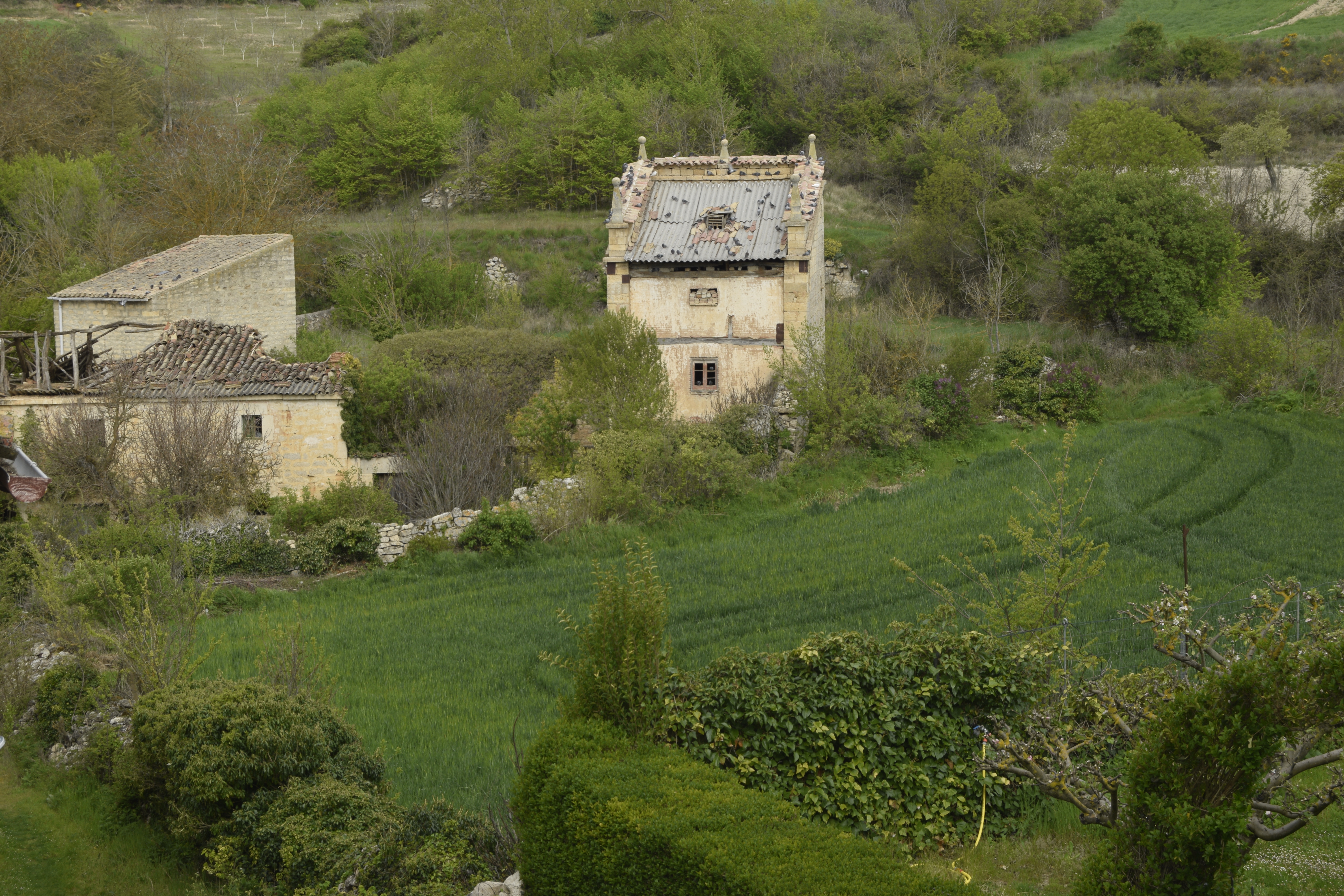
Palomar tradicional.

Tiene un área de 6,58 km². Se encuentra a unos 32 kilómetros de la ciudad de Burgos. Colinda con Susinos del Páramo, Tobar, Pedrosa del Páramo y Villorejo.

## Historia
Lugar que formaba parte, en su categoría de pueblos solos, del Partido de Castrojeriz , uno de los catorce que formaban la Intendencia de Burgos, durante el periodo comprendido entre 1785 y 1833, en el Censo de Floridablanca de 1787, jurisdicción de realengo con alcalde pedáneo.

## Demografía
Manciles cuenta con una población de 21 habitantes (INE 2024).
| Gráfica de evolución demográfica de Manciles entre 1842 y 2021 |
| |
| Población de derecho según los censos de población del INE. Población de hecho según los censos de población del INE.Entre el censo de 1930 y el anterior, aparece este municipio porque se segrega del municipio Pedrosa del Páramo. Entre el censo de 1857 y el anterior, este municipio desaparece porque se integra en el municipio Pedrosa del Páramo. |

| 1991 |  | 1996 |  | 2001 |  | 2004 |  | 2013 |  | 2018 |  | 2021 |
| ---- |  | ---- |  | ---- |  | ---- |  | ---- |  | ---- |  | ---- |
| 50   |  | 49   |  | 41   |  | 35   |  | 20   |  | 22   |  | 22   |